# CRH Gétaz Group
Die CRH Swiss Distribution mit Hauptsitz in Bern ist ein Schweizer Baustoffhandelskonzern.
Die Unternehmensgruppe unter dem Dach der in Näfels eingetragenen CRH Gétaz Holding AG umfasst zahlreiche Tochtergesellschaften, die in den Bereichen Baumaterial, Holz, Kücheneinrichtungen, Bäder, Wand- und Bodenplatten und Parkett, Arbeitskleidung, Gartenbau-Artikel, Werkzeuge, Schrauben, Stahl und Versorgungstechnik tätig sind.
Die CRH Gétaz Group umfasst die Marken Gétaz, Rapin, Glasson, Miauton, Regusci sowie BauBedarf und Richner und verfügt schweizweit über rund 120 Niederlassungen. 2008 erwirtschaftete der Konzern mit rund 2'600 Mitarbeitern einen Umsatz von 1,7 Milliarden Schweizer Franken.

## Geschichte
Die CRH Swiss Distribution ging im Frühling 2007 aus dem Zusammenschluss der durch den irischen Baustoffkonzern Cement Roadstone Holding (CRH) übernommenen Gétaz Romang Gruppe und der bereits zuvor im Besitz von CRH befindlichen BR Bauhandel AG hervor.
Das 1856 als Handelsgeschäft für Baumaterial gegründete und 1899 unter dem Namen Gétaz & Romang (ab 1978 Gétaz Romang AG) im Handelsregister eingetragene Unternehmen wuchs im Verlaufe der Jahrzehnte, unter anderem durch verschiedene Übernahmen, zu einem der bedeutendsten Baustoffhändler der Westschweiz. Erst 1988 expandierte Gétaz Romang durch verschiedene Akquisitionen in die Deutschschweiz. 1999 schloss sich der Gétaz Romang Gruppe die 1880 gegründete und auf den Grosshandel von Metalle, Eisenwaren und Werkzeuge sowie Geräte und Maschinen für Hoch- und Tiefbau spezialisierte Miauton Holding AG mit Sitz in Montreux an. Die bis zur Übernahme durch CRH börsenkotierte Gétaz Romang Gruppe erwirtschaftete 2006 mit rund 1'550 Mitarbeitern einen Umsatz von 875 Millionen Franken.
Das älteste und auch als erstes in den Besitz von CRH gelangte Marke innerhalb der CRH Swiss Distribution bildet die 1799 als Hafnerei gegründete Richner AG. Diese wurde 1962 durch die Jura-Cement-Fabriken übernommen und durch verschiedene Übernahmen ausgebaut. Mit der im Jahr 2000 erfolgten Übernahme der Jura-Holding durch CRH gelangte auch die Richner AG in den Besitz von CRH. In der folge wurde die Jura-Holding auf die Baustoffproduktion ausgerichtet, während der Baustoffhandel direkt CRH angegliedert wurde und 2002 alle bisherigen Betriebe zu einer Gesellschaft fusioniert wurden. Im gleichen Jahr übernahm die CRH-Gruppe über die Richner AG unter anderem die BauBedarf Gruppe von Holcim. 2003 wurden die Richner-Gruppe und die BauBedarf-Gruppe zur BR Bauhandel AG fusioniert.
Nach dem Zusammenschluss zur neuen CRH Swiss Distribution übernahm diese im Mai 2008 die beiden Tessiner Unternehmen Regusci SA und Reco SA und weitete damit ihr Tätigkeitsgebiet auf die gesamte Schweiz aus.
Am 16. Juli 2019 gab CRH bekannt, den kompletten europäischen Distrubutionszweig an Blackstone zu verkaufen. Während die einzelnen rechtlichen Entitäten unter gleicher Firmierung fortgesetzt wurden, wurde aus der CRH-SD die BMSuisse (Building Materials Suisse). Diese wiederum ist Teil der neu gegründeten BME Group (Building Materials Europe B.V.).